# Metamorfózis (zoológia)

Teljes átalakulás és átváltozás

A zoológiában a metamorfózis (átalakulás) az egyedfejlődésnek az a módja, amelyben az állat posztembrionális fejlődése szakaszokra tagolódik. Ezeket a szakaszokat viszonylagos nyugalmi időszakok szakítják meg úgy, hogy ezekben az állat leveti régi kültakaróját, ami alól egy új, nagyobb bukkan elő — ez a folyamat a vedlés. Az ilyen fejlődésre az állatvilág gyakorlatilag minden törzsében találunk példákat; jellemzően ilyen az ősszájúak (Protostomia) egyik nagy csoportjának fejlődése: ezeket éppen ezért vedlő állatoknak (Ecdysozoa) nevezzük.
Azokban az esetekben, amelyekben a kifejlett egyed a lárvánál fejlettebb (bonyolultabb) organizmus, előrehaladó avagy progresszív metamorfózisról beszélünk. Azok a taxonok, amelyek ivarérett alakja a lárvaállapothoz képest visszafejlődött (egyszerűsödött), a hanyatló avagy regresszív metamorfózis példái. Az élővilág hosszú fejlődése alatt a metamorfózisnak rendkívül változatos formái alakultak ki, amelyek főleg az adott taxon (pl. faj):
- organizációs szintjét,
- életfeltételeit, kiváltképp
  - szaporodásának és
  - egyedfejlődésének feltételeit,
- a megváltozott létfeltételekhez alkalmazkodásuk módját

tükrözik.

## A metamorfózis morfológiai típusai
Morfológiailag két alapvető típusát különböztetik meg:
1. Szelvényszerző fejlődés (anamorfózis) — kizárólag a félrovarok (Protura) közt fordul elő. Amint elnevezése is mutatja, ennek lényegi eleme, hogy a petéből kibújó, úgynevezett oligomer lárváknak kevesebb testszelvényük van, mint a kifejlett állatoknak (az imágóknak), és fejlődésük során fokozatosan gyarapodnak újabb szelvényekkel.
2. Állandó szelvényű fejlődésről (holomorfózis) akkor beszélünk, amikor a petéből (tojásból stb.) kibújó újszülöttnek már éppen úgy 21 testszelvénye van, mint a felnőtt állatnak.
Ezen belül több, egymástól lényegileg különböző csoportot különböztetünk meg:
2.a) A kifejlés (epimorfózis) az egyedfejlődés azon formája, amelyben a petéből kikelő lárvák életmódja és felépítése hasonlít a kifejlett egyedekére. Ezeket az ún. elsődleges lárvákat csak méretük, színezetük és egyes szerveik (főleg az ivarszervek) fejlettsége különbözteti meg a felnőttektől. Ilyen fejlődés jellemző például: 
- a rákokra (Crustacea)
- a pókszabásúakra (Arachnida),

- a rovarok (Insecta) közül pedig
  - a sáskákra (Acridoidea),
  - a szöcskékre (Tettigonioidea),
  - a tücskökre (Grylloidea)
  - a pikkelykefélékre (Lepismatidae),
  - az ugróvillásokra (Collembola),
  - a lábaspotrohúakra (Diplura),
  - a pattanókra (Machilidae),
  - a csótányokra (Blattodea),
  - a fogólábúakra (Mantodea),
  - a botsáskákra (Phasmatodea),
  - a fülbemászókra (Dermaptera),
  - a termeszekre (Isoptera),
  - a pillásszárnyú tetvekre (Zoraptera),
  - a fürgetetvekre (Psocoptera),
  - a szövőlábúakra (Embioptera),
  - a szívótetvekre (Anoplura) és
  - a rágótetvekre (Mallophaga).[1]

Az ivadékok több vedlés után érik el az ivarérettséget.
2.b) Az átváltozás (tökéletlen átalakulás, hemimetamorfózis) olyan átalakulás, amelyben a lárva- és imágó-állapot között a fejlődő egyed nem bábozódik be, hanem fokozatosan alakul át. A rovarok (Insecta) közül típusosan ilyen, úgynevezett másodlagos lárvái vannak a
- a rojtosszárnyúak (hólyagoslábúak, tripszek,  Thysanoptera)
- a álkérészek (Plecoptera),

- a szitakötőknek (Odonata) és

- a kérészeknek (Ephemeroptera).

Ezek petéjéből a vízi életmódra alkalmas, ragadozó lárva kel ki. Ez kopoltyúval lélegzik, és a fokozatosan alakul át kifejlett egyeddé. Több taxon egyes fokozatainak külön neve van — az ilyen, szakaszokra osztott átváltozás a prometabólia. A kifejlett szitakötők légcsövekkel lélegeznek és a víz fölött repkedve vadásznak. A kifejlett kérészek jellemzően nem táplálkoznak, hanem gyors szaporodás után elpusztulnak.
Ehhez meglehetősen hasonló a pókok (Araneae) fejlődése. Ez három nagyobb szakaszból áll; ezek:
- az embrió,
- a lárva és
- nimfa-imágó

állapotok.
Ezek közül az első kettőt tekintik a fejlődés embrionális szakaszának. A felnőtt egyedektől eleinte igencsak különböző lárva fokozatosan egyre inkább hasonlít azokhoz, miközben a petében raktározott tartalékokon él. A nimfa állapotban már olyan, mint a felnőtt pók, csak ivarszervei fejletlenek. Ezek teljes kifejlődésével éri el az imágó állapotot.
2.c) A teljes átalakulás (holometamorfózis, holometabólia) jellemzően olyankor fordul elő, amikor az újszülöttek — a harmadlagos lárvák — táplálkozása és/vagy élőhelye drasztikusan különbözik az ivarérett egyedekétől. Jellemzően (tehát nem kivétel nélkül) így fejlődik a rovarok (Insecta) több nagy csoportja:
- lepkék (Lepidoptera),
- bogarak (Coleoptera),
- kétszárnyúak (Diptera),
- darazsak (Vespidae),
- hangyák (Formicidae)
- méhek (Apoidea)
- tevenyakú fátyolkák (Raphidioptera),

- nagyszárnyú fátyolkák (Megaloptera)

- csőrösrovarok (Mecoptera),

- tegzesek (Trichoptera)

- hártyaásszárnyúak (Hymenoptera).

Ezek petéiből állatcsoportonként más és más neveken illetett lárvák kelnek ki. Ezek szakaszosan növekednek, illetve vedlenek; az egyes növekedési szakaszok az úgynevezett lárvastádiumok. Az utolsó lárvastádium végén a lárva új testformává, vastag kültakarójú bábbá alakul (bebábozódik), és a báb burkán belül fejlődik kifejlett rovarrá (imágóvá).

## A metamorfózis típusai a lárvaállapot jellege szerint
A lárvaállapot jellege szerint a metamorfózis két fő típusa:
- a szabadlárvás és
- a nem szabadlárvás fejlődés.

### Szabadon fejlődő lárva
A szabadon fejlődő lárva önálló életet él: önállóan táplálkozik (ha egyáltalán) és maga alkalmazkodik a külső körülményekhez. Legősibb formájának a hólyagcsíra (blasztulaszerű lárva) tekinthető. Ez számos jelentősebb taxon:
- csalánozók (Cnidaria),
- bordásmedúzák (Ctenophora),
- szivacsok (Porifera),
- örvényférgek (Turbellaria),
- zsinórférgek (Nemertea),
- tüskésbőrűek (Echinodermata),
- makkférgek (Enteropneusta).

Ezt az ősi lárvaformát valamennyi ilyen recens soksejtű állatfaj egyedfejlődésében legalább egy, de inkább több további szabad lárvaállapot váltja fel.
Eleve ennél az állapotnál fejlettebb lárvája van számos további állatcsoportnak. Ilyenek például:
- az ágasbelű örvényférgek (Polycladida) — Müller-féle lárva,
- az ősszájúak (Protostomia) számos további taxonja — koszorús lárva,
- a rákok (Crustacea) — naupliusz és zoea alakok,
- a csupalábállatok (Pantopoda) és az ikerszelvényesek (Diplopoda) — hatlábú lárva,
- a rovarok (Insecta) egyes csoportjainak változatos nevű lárvái

- a tüskésbőrűek (Echinodermata):
  - dipleurula-lárva,
  - aurikulária,
  - doliolaria
  - bipinnaria
  - brachiolaria
  - echinopluteusz
  - ofiopluteusz
  - komatulusz
  - pentaerinus-lárva,
- makkférgek (Enteropneusta) — tornaria
- a pörgekarúak (Brachiopoda)
- a aszcídiák (Ascidiacea) — farkos lárva
- a lándzsahalak (Amphioxiformes)
- a körszájúak (Cyclostomata)
- a halak (Pisces)
- a kétéltűek (Amphibia)

A szabad lárvákat gyakran élőhelyük, illetve életmódjuk szerint osztályozzuk. Vannak:
- planktonikus úszó,
- bentikus kúszó és
- szárazföldi

jellegűek.
Nem ritka, hogy az ivaréretten helyhez kötött (ülő, élősködő stb.) fajok lárvái szabadon úsznak. Az ilyen lárvák:
- kiegészítő táplálék szerzésével elősegítik az ivarérett állapot kifejlődését,
- biztosítják a faj egyedeinek egyenletes területi eloszlását,
- hozzájárulnak a faj életterének kiterjesztéséhez, illetve a változó körülményekhez alkalmazkodó megváltoztatásához.

### Nem szabadon fejlődő lárva
Nem szabadon fejlődő lárvák:
- az élősködő lárvák,
- a betokozódott lárvák és
- az elevenszülők embriói.

A nem szabadon fejlődő lárvák (embriók) egyik típusát burok veszi körül. Ilyenek:
- a földigiliszta-félék (Lumbricidae)
- az orvosi pióca (Hirudo medicinalis) és
- számos puhatestű (Mollusca)

lárvái.
Rendszerint azon taxonok lárvái tokozódnak be, amelyek ősei radikálisan megváltoztatták életmódjukat, például:
- áttértek a szárazföldi életre vagy
- megváltoztatták élősködésük típusát.

A betokozódott lárvák úgynevezett petegubóban fejlődnek, és ebben a tokban az egy vagy több petesejt (később: lárva) mellett ott van a fejlődéséhez (fejlődésükhöz) szükséges tápanyag is. Ez a tápanyag lehet:
- az 'anya által termelt váladék':

- - gyűrűsférgek (Annelida)
  - fiallócsigák (Viviparus spp.)
  - éticsiga (Helix pomatia)
  - egyes meztelencsigák (Limax spp.)

- ki nem fejlődött, ún. 'abortív petesejtek' anyaga (ez alapvetően csigáknál fordul elő):
  - bíborcsiga (Bolinus spp.)
  - kürtcsiga (Buccinum spp.)
  - Neritina spp.
  - Nassarius spp.

- sziksejtek raktározott tápanyaga
  - örvényférgek (Turbellaria)

Az elevenszülés egymástól függetlenül fejlődött ki igen változatos rendszertani csoportokban. Különösen gyakran fordul elő:
- a csalánozók (Cnidaria)
- a zsinórférgek (Nemertea)
- a csigák (Gastropoda)
- a ízeltlábúak (Arthropoda)
- a tüskésbőrűek (Echinodermata)
- a gerincesek (Vertebrata)

között.

Az elevenszülők — például az elevenszülő csigák (Viviparidae) —  lárvái az anyaállat testében fejlődnek. Az ilyen lárvák testében sajátos, csak erre az életszakaszra jellemző szervek alakulnak ki:
- lárvális garat
- lárvális csillók
- lárvális kiválasztószervek
- kapaszkodószervek,
- izmok stb.

## A lárvák szaporodása
A lárvák ivartalan szaporodása meglehetősen gyakori. Ivarosan azonban a legtöbb faj lárvája egyáltalán nem szaporodik; az ivarszervek csak a lárvaállapot végén/után fejlődnek ki. A lárvák (igen ritka) ivaros szaporodása a pedogenezis. Ennek legismertebb példája az axolotl (Ambystoma mexicanum).